# Clan Shiina

Emblema (mon) del clan Shiina

Il Clan Shiina (椎名氏?, Shīna-shi) fu una nobile famiglia giapponese della provincia di Etchū. All'inizio del periodo Sengoku erano dei servitori del clan Hatakeyama della vicina provincia di Noto, ma con il termine della guerra Ōnin quest'ultimi ebbero un costante declino, così gli Shiina si resero indipendenti e costruirono la loro roccaforte, il castello di Matsukura. Stessa sorte rese indipendente anche l'altro potente clan della provincia, i Jinbō.
I due potenti Clan della provincia si scontrarono continuamente durante il periodo Sengoku. Nel 1560 Shiina Yasutane riuscì ad ottenere l'appoggio del Clan Uesugi, e nel mese di aprile Uesugi Kenshin conquistò il castello di Toyama roccaforte del clan Jinbō. Nel 1568 Yasutane si avvicinò a Takeda Shingen e questo portò gli Uesugi a muoversi contro gli Shiina, che conquistarono il castello di Matsukura nel 1575.
Il clan dopo questi eventi divenne vassallo degli Uesugi.